# Tetraophasis
Tetraophasis és un gènere d'ocells de la subfamília dels perdicins (Perdicinae), dins la família dels fasiànids (Phasianidae), que habiten en zones de muntanya del Tibet, nord-est de l'Índia i oest de la Xina.

## LListat d'espècies
S'han descrit dues espècies dins aquest gènere :
- Gall nival gorja-roig (Tetraophasis obscurus).
- Gall nival de Szecheny (Tetraophasis szechenyii).